# Provincia de Ise
La provincia de Ise (伊勢国 Ise no kuni?) o Seishū (勢州 seishū) era una provincia de Japón que incluía a la mayor parte del territorio moderno de la prefectura de Mie. Ise limitaba con las provincias de Iga, Kii, Mino, Ōmi, Owari, Shima y Yamato.
La antigua capital provincial era Suzuka. La actual Tsu es la ciudad con castillo más grande, aunque existían otros feudos del período Sengoku en castillo como los de Kuwana y Matsusaka. 
El nombre "Provincia de Ise" siguió existiendo como un anacronismo geográfico para ciertos propósitos oficiales. Por ejemplo, Ise está explícitamente reconocida en los tratados de 1894 (a) entre Japón y los Estados Unidos y (b) entre Japón y el Reino Unido.